# Charles du Bois de Maquillé
Charles-André, comte du Bois de Maquillé (8 novembre 1783 à Angers - 6 mai 1849 à Paris), est un officier et homme politique français.

## Biographie
Charles du Bois de Maquillé est le fils d'Aubin Antoine Séraphin du Bois, seigneur de Maquillé, officier au régiment de Flandre, maire de Juvardeil, et d'Amélie Charlotte Loüet.
Il émigre avec son père en 1790 et est élevé en Angleterre. Rentré en France, il est chef de division à l'armée royale du Maine en 1815.
Élu, le 22 août 1815, député de Maine-et-Loire, il fait partie du bureau comme secrétaire provisoire, étant un des plus jeunes membres de la Chambre, et siégea dans la minorité ministérielle. 
En 1817, il reçut le commandement de la Garde nationale d'Angers, devint conseiller municipal de cette ville en 1823, et président du collège électoral de Maine-et-Loire l'année suivante. 
Réélu député le 25 février 1824, il prit une part assez active à la préparation du code forestier et de la loi sur la presse (1825). Nommé pair de France le 5 novembre 1827, il ne siégea que jusqu'en 1830, ayant refusé le serment à la monarchie de Juillet. Du Bois de Maquillé avait été conseiller général de Maine-et-Loire et secrétaire de ce conseil de 1815 à 1830.
Marié à Marie Clémence Varice de Marcillé, fille de Antoine Louis René de Varice de Marcillé et de Louise Henriette du Verdier de Genouillac, il est le père de Constant du Bois de Maquillé, page de Charles X, maire de Nozay et conseiller général de la Loire-Atlantique, propriétaire des châteaux de la Touche et de Montreuil, et le beau-père du préfet Charles d'Andigné.

## Sources
- « Charles du Bois de Maquillé », dans Adolphe Robert et Gaston Cougny, Dictionnaire des parlementaires français, Edgar Bourloton, 1889-1891 [détail de l’édition]